# Gilbert Gauthe
Gilbert Gauthe [ˈɡɪlbɚt ˈɡoʊθeɪ] (* 1945 in Napoleonville, Louisiana) ist ein US-amerikanischer ehemaliger römisch-katholischer Priester, der 1985 wegen vielfachen sexuellen Missbrauchs zu einer 20-jährigen Haftstrafe verurteilt wurde. Während des Verfahrens gegen Gauthe berichteten erstmals zahlreiche Medien in den Vereinigten Staaten über sexuellen Missbrauch in der römisch-katholischen Kirche.

## Biografie
Von 1972 bis 1983 war Gauthe Priester im Bistum Lafayette in Louisiana. Er war von 1972 bis 1973 Hilfspfarrer in Broussard (Louisiana) in einer Kirche in der Nähe einer Grundschule. 1974 wurde der Kirche erstmals ein Fehlverhalten Gauthes gemeldet: Bischof Gerard Louis Frey erfuhr aus zweiter Hand von einem jungen Mann, der bei einem Beratungsgespräch einen homosexuellen Kontakt mit Gauthe berichtet hatte. Von 1973 bis 1976 arbeitete Gauthe in New Iberia (Louisiana). Von 1974 bis 1981 wurde er als Kaplan für Pfadfinder eingesetzt. 1976 wurde er nach Abbeville (Louisiana) versetzt. 1977 wurde Gauthe befördert und Pfarrer der Dorfkirchen in Esther (Louisiana) und Henry (Louisiana). 1983 wurde er wegen Krankheit freigestellt.
Im Oktober 1984 wurde Gauthe in Lafayette wegen vielfachen sexuellen Missbrauchs angeklagt. Die Anklage umfasste mehr als 30 Anklagepunkte: 11 Fälle von „schweren Verbrechen wider die Natur“, 11 Fälle von sexuellem Missbrauch Minderjähriger, 11 Fälle von Pornografie mit Jugendlichen (pornografische Fotoaufnahmen der Jugendlichen) sowie ein schwerer Fall von Vergewaltigung (Verkehr mit einem unter 12-jährigen Jungen). Gauthe gestand, 37 Kinder missbraucht zu haben. Gauthes Anwalt argumentierte, zwanghafte Pädophilie sei eine Form von Geisteskrankheit, Gauthe sei somit nicht schuldfähig. Die Hauptverhandlung fand im Oktober 1985 statt. In Absprache mit der Staatsanwaltschaft bekannte sich Gauthe in allen Anklagepunkten schuldig außer dem der Vergewaltigung, der ihm lebenslange Haft eingebracht hätte. Er wurde zu 20 Jahren Haft verurteilt.
Gauthe soll Kinder ab dem Alter von sieben Jahren sexuell missbraucht haben. Wie viele Kinder und Jugendliche Gauthe tatsächlich missbraucht hat, ist unklar. Laut einer Quelle waren es 39 Kinder im Zeitraum von 1972 bis 1983. Der Anwalt Paul Hebert, der Opfer von Gauthe in Zivilklagen vertrat, vermutete im Mai 1985, dass Gauthe weit mehr als 70 Kinder missbraucht hatte. Der Journalist Jason Berry schrieb im Januar 1986, aus Gerichtsakten und Befragungen ergebe sich, dass Gauthe mindestens 100 Jungen missbraucht habe.
Gauthe kam 1986 ins Wade Correctional Center in Homer (Louisiana). Auch im Gefängnis suchte er den Kontakt zu männlichen Teenagern und wurde dafür bestraft. Gauthe kam 1995 nach weniger als neun Jahren aus dem Gefängnis frei.
Gauthe lebte nach seiner Freilassung in Ace (Texas). Dort wurde er im Juli 1996 wegen Belästigung eines dreijährigen Jungen angeklagt und zu sieben Jahren Bewährung verurteilt. Ab 1997 lebte Gauthe in Shreveport (Louisiana) und arbeitete im Shrevenporter Gefängnis als Berater für Sexualstraftäter. Ab Dezember 1997 saß er in Lafayette in Untersuchungshaft. Ihm wurde Vergewaltigung vorgeworfen. 1999 wurde er aus dem Gefängnis entlassen, weil die Vorwürfe fallen gelassen worden waren. Gauthe lebte in Conroe (Texas) und arbeitete in einem Community Center als Fahrer eines Kleinbusses für Senioren. Er wurde entlassen, als sein Arbeitgeber von seiner kriminellen Vergangenheit erfuhr.
2001 zog Gauthe nach La Marque (Texas), arbeitete als Charter-Busfahrer für Kreuzfahrtschiffe und Schulausflüge und wohnte in einem Wohnmobil auf dem Firmengelände. Als er gezwungen wurde, sich als Sexualstraftäter registrieren zu lassen, zog er nach Galveston. Dort wurde er im April 2008 verhaftet, weil er sich dort nicht innerhalb von sieben Tagen als Sexualstraftäter hatte registrieren lassen. Er saß bis zum 20. April 2010 ein. Danach lebte er zurückgezogen in San Leon (Texas). 2019 sagte er einer Journalistin, die ihn in San Leon aufsuchte, er sei an Krebs erkrankt und habe nicht mehr lange zu leben.

## Rezeption
Der Gerichtsprozess gegen Gauthe löste erstmals eine breite Berichterstattung über sexuellen Missbrauch in der römisch-katholischen Kirche aus. Im Dezember 1984 war Jason Berry, ein freiberuflicher Reporter aus New Orleans, auf den Fall Gauthe aufmerksam geworden und hatte zu recherchieren begonnen. Er entdeckte, dass die katholische Kirche Fälle des Kindesmissbrauchs vertuschte, indem sie beschuldigte Kleriker nur an einen anderen Ort versetzte. Er fühlte sich an den Watergate-Skandal erinnert. Er bot das Thema mehreren Medien an: der Washington Post, dem Rolling Stone, The Nation, dem New York Times Magazine. Alle hatten kein Interesse. Erfolg hatte er schließlich beim National Catholic Reporter und der Times of Acadiana, einem lokalen Blatt in Lafayette, wo der Prozess gegen Gauthe stattfand.
Die Berichterstattung begann am 23. und 30. Mai 1985 mit einem ausführlichen zweiteiligen Artikel von Berry in der Times of Acadiana. Am 7. Juni 1985 folgte ein ausführlicher Artikel von Berry im National Catholic Reporter. In dieser Ausgabe behandelte der National Catholic Reporter das Thema des sexuellen Kindesmissbrauchs in der katholischen Kirche auch in einem Editorial auf der Titelseite und auf insgesamt acht Seiten. Dadurch entstand landesweit Aufmerksamkeit. Auch einige Medien mit großer Reichweite wie das Magazin Time, die Washington Post, die New York Times und CBS begannen nun zu berichten. Marie Keenan schrieb über die Auswirkung des Falls Gauthe: „Die Schleusentore öffneten sich in der englischsprachigen katholischen Welt, und in der Lawine, die auf die Berichterstattung in den ganzen Vereinigten Staaten folgte, wurde sexueller Kindesmissbrauch durch Kleriker ein Thema in der Öffentlichkeit.“
Jason Berry blieb bei dem Thema, veröffentlichte jahrzehntelang weitere Artikel und 1992 das Buch Lead us not into temptation. Der National Catholic Reporter berichtete viele Jahre lang hartnäckig weiter über sexuellen Kindesmissbrauch in der katholischen Kirche, oft als einzige Zeitung. Der endgültige Durchbruch mit weltweiter Resonanz kam erst mit dem Bostoner Skandal im Jahr 2002.